# Universidade de Cruz Alta
A Universidade de Cruz Alta (UNICRUZ) é uma instituição de ensino superior da região noroeste do Rio Grande do Sul, Brasil, em Cruz Alta.

## Histórico
A Universidade de Cruz Alta está inserida no contexto histórico da Região desde a década de 40, através da Associação de Professores da Escola Técnica de Comércio Cruz Alta, que lhe deu origem, então a mantenedora do Curso técnico em Contabilidade a qual em 1958 passou a denominar-se Associação dos Professores de Cruz Alta - APROCRUZ, constituídas por Faculdades Isoladas.
A Fundação Universidade de Cruz Alta foi instituída através do Decreto 97.000, de 21 de outubro de 1988. Hoje a Unicruz conta com mais de cinco mil alunos distribuídos nos cursos de graduação, pós-graduação e também escola.
A transformação dessas Faculdades Isoladas em uma Universidade era um antigo desejo da comunidade cruz-altense que veio a se concretizar através do Decreto 97000/88 que criou a Fundação Universidade de Cruz Alta, desencadeando as ações necessárias para a efetiva instalação da Universidade.
Conforme o projeto desta Universidade aprovado pelo parecer CFE 582/89, a mesma foi concedida como uma Instituição Privada de Ensino Superior, de caráter social e comunitário, de domínio da coletividade, que nos termos da lei, tem como objetivo principal:
" O desenvolvimento das Ciências, Letras, Artes, Filosofia e Ciências Humanas; a formação de profissionais qualificados para o mercado de trabalho demandado pela sociedade; a qualificação acadêmica de pesquisadores e cientistas; e a preservação e promoção da cultura e bem comum".
Reconhecida pela Portaria do MEC nº 1704 de 3 de dezembro de 1993, a Universidade de Cruz Alta inicia uma nova etapa, legitimada pelo texto legal e num processo natural de amadurecimento, procura atender às demandas regionais, através de uma ação educacional efetiva, considerando os interesses sociais, comprometidas com sua tradição de servir à comunidade.
A criação dos Conselhos Regionais de Desenvolvimento pelo Governo do Estado, a partir do ano de 1991, iniciou um processo de interação da UNICRUZ com a comunidade regional, os estudos então realizados objetivaram caracterizar a identidade do município e da região e, como conseqüência, definir para a Universidade os interesses fundamentais em educação, pesquisa científica e tecnológica, saúde, agricultura, agroindústria, indústria, comunicação, ecologia, transporte, etc.
Com a criação do Conselho Regional de Desenvolvimento Alto Jacuí - Corede, abrangendo 16 municípios com características sócio-econômico-culturais aproximadas, a Universidade de Cruz Alta foi inserida nesse contexto de transformação regional com a implantação do Pólo de Modernização Tecnológica Alto Jacuí, em 15 de agosto de 1994 do qual constitui-se entidade gestora.
A Universidade de Cruz Alta possui um Hospital Veterinário, considerado um dos melhores do Estado, contendo bloco cirúrgico para pequenos e grandes animais e internação, além de Setor de Diagnóstico por Imagem, Laboratório de Patologia Clínica, e uma Área de Produção Animal, onde são realizadas pesquisas zootécnicas. 
Oferece vários cursos, dentre eles de cursos de graduação, técnicos, MBA, especialização, mestrado e doutorado.

Reitoria
A reitoria da Universidade de Cruz Alta é composta pelos seguintes professores:
- Fábio Dal Soto (Reitor)
- Régis Augusto Norbert Deuschle (Pró-Reitor de Graduação)
- Janaína Coser (Pró-Reitora de Pós-Graduação, Pesquisa e Extensão)
- Jaciara Treter Sippert (Pró-Reitora de Administração)
- José Ricardo Libardoni dos Santos (Presidente | Fundação Universidade de Cruz Alta)

## Diretoras de centros
- Leandro Kohl - Fisioterapia (Centro de Ciências da Saúde de Agrárias - CCSA)
- Jaciara Treter - Direito (Centro de Ciências Humanas e Comunicação - CCHS)